# J Balvin
José Álvaro Osorio Balvín (sinh ngày 7 tháng 5 năm 1985, nghệ danh J Balvin) là nam ca sĩ người Colombia.
Balvin bắt đầu nổi tiếng toàn cầu vào năm 2014 với đĩa đơn "6 AM", hợp tác cùng ca sĩ người Puerto Rico - Farruko, ca khúc đạt #2 trên bảng xếp hạng Billboard Hot Latin Songs. Năm 2016, anh phát hành album phòng thu Energia, bao gồm các đĩa đơn "Ginza", "Bobo", "Safari" và "Sigo Extrañándote". Vào tháng 6/2017, J Balvin phát hành "Mi Gente" với Willy William. Tháng 1 năm 2018, anh và Bad Bunny góp mặt trong ca khúc "I Like It" của Cardi B, bài hát đạt #1 trên US Billboard Hot 100 và được đề cử giải Grammy cho Thu âm của năm.

## Sự nghiệp

### 1985–2013: Thời thơ ấu và sự nghiệp ban đầu
J Balvin sinh ra trong một gia đình trung lưu ở Medellín, Colombia. Cha anh là một nhà kinh tế học. Balvin lớn lên với các ban nhạc rock như là Metallica và Nirvana, anh còn có một hình xăm nhóm Nirvana ở đầu gối.
Balvin gặp DJ David Rivera Mazo tại Medellín, cả hai trở thành bạn và bắt đầu tự sáng tác, phát hành nhạc. Tới năm 2009, anh ký hợp đồng với hãng đĩa EMI Colombia, sau đó ra mắt đĩa đơn "Ella Me Cautivó," ca khúc đạt hạng 35 trên bảng xếp hạng Billboard Tropical Songs. Bản hit nổi tiếng đầu tiên của anh là "Yo Te Lo Dije".

## Danh sách album
- Album phòng thu hát đơn
- La Familia (2013)
- Energía (2016)
- Vibras (2018)
- Colores (2020)
- Jose (2021)
- Rayo (2024)

Album phòng thu hợp tác
- Oasis với Bad Bunny (2019)